# Ornak (miejscowość)
Ornak – miejscowość typu schronisko turystyczne w Polsce w województwie małopolskim, w powiecie tatrzańskim, w gminie Kościelisko.
W latach 1975–1998 miejscowość administracyjnie należała do województwa nowosądeckiego.
W miejscowości znajduje się Schronisko PTTK na Hali Ornak.